# Prins Kiril av Bulgarien
Kiril av Bulgarien, född 1895, död 1945, var en bulgarisk prins. Han var son till kung Ferdinand av Bulgarien och Marie Louise av Bourbon-Parma. 
Då Boris III av Bulgarien avled i augusti och efterträddes av sin sexårige son Simeon, bildade Kiril tillsammans med professor Bogdan Filov och Nikola Michov ett regentskapsråd, som bemyndigade den nya regeringen under Dobri Bozjilov att fortsätta en politik i nära samverkan med Tyskland. Regentskapsrådet avsattes, sedan Bulgarien i oktober 1944 hade kapitulerat för ryska armén. Kiril ställdes som de övriga medlemmarna av rådet och ett stort antal protyska politiker inför folkdomstol, dömdes till döden för kollaboration med nazisterna och avrättades i januari 1945.